# Parc national Los Arrayanes
Pour les articles homonymes, voir Los Arrayanes.
Le parc national Los Arrayanes est un parc national situé dans le département de Los Lagos de la province argentine de Neuquén. Il occupe les 1 753 hectares de la péninsule de Quetrihué, sur la rive nord du lac Nahuel Huapi.
Depuis 1934, ce territoire faisait partie du parc national Nahuel Huapi. En 1971, on décida de lui donner une entière autonomie, étant donné l'importance des forêts qui se trouvent au sud et qui sont composées exclusivement d'arbres appelés arrayán (ou Luma apiculata), arbres de la famille des myrtaceae possédant une fort belle écorce dorée et de croissance extrêmement lente. 
Le parc fait partie avec les parcs nationaux Lanín, Nahuel Huapi, Lago Puelo et Los Alerces de la réserve de biosphère Andino Norpatagonica reconnue par l'Unesco en 2007.

## Écologie
Le parc est centré sur l'écorégion de la forêt patagonique, dans laquelle prédominent des espèces semi-déciduales, ainsi que des tourbières dont l'extension croît dans les latitudes plus australes.

## Climat
Le climat n'est que légèrement tempéré par l'influence lacustre. Il est froid et humide avec des vents intenses et constants venus de l'ouest. La vallée où se situe le parc est d'origine glaciaire, et à l'ouest se dresse la cordillère des Andes. La saison la plus humide est l'hiver. Les précipitations décroissent en s'éloignant de la Cordillère, passant de 4 000 mm annuellement à Puerto Blest, à 500 mm au début du cours supérieur du río Limay.

## Flore endémique
L'extension relativement réduite du parc restreint la variété des espèces végétales présentes dans les environs immédiats du lac ; c'est là où se trouve la forêt d'arrayans. Associés aux arrayans se trouvent d'autres espèces autochtones perennifoliées, spécialement le coihue (Nothofagus dombeyi). La végétation d'altitude comporte en plus des ñires (Nothofagus antarctica), des cyprès de las Guaitecas (Pilgerodendron uviferum) et des cyprès de la Cordillère (Austrocedrus chilensis), des noyers sylvestres (ou radal) (Lomatia hirsuta), des huahuan (Laureliopsis philippiana), ainsi que des espèces de moindre hauteur comme la patagua (myrceugenia ), le notro (Embothrium coccineum) ou le boldo (Peumus boldus). Quant au sous-bois, il est formé avant tout de végétaux de maquis (Aristotelia chilensis et Aristotelia maqui) ainsi que de colihue (Chusquea culeou).

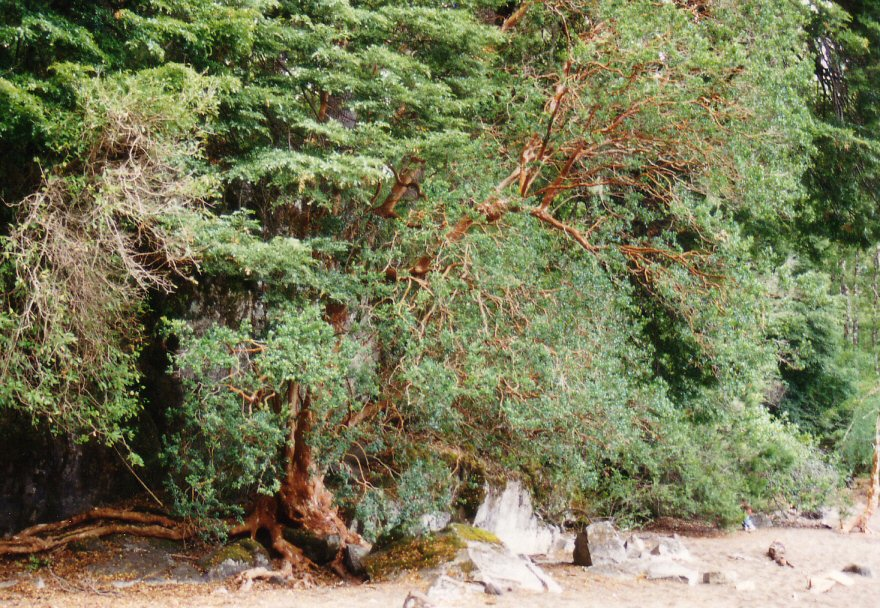
Arrayan (Luma apiculata)
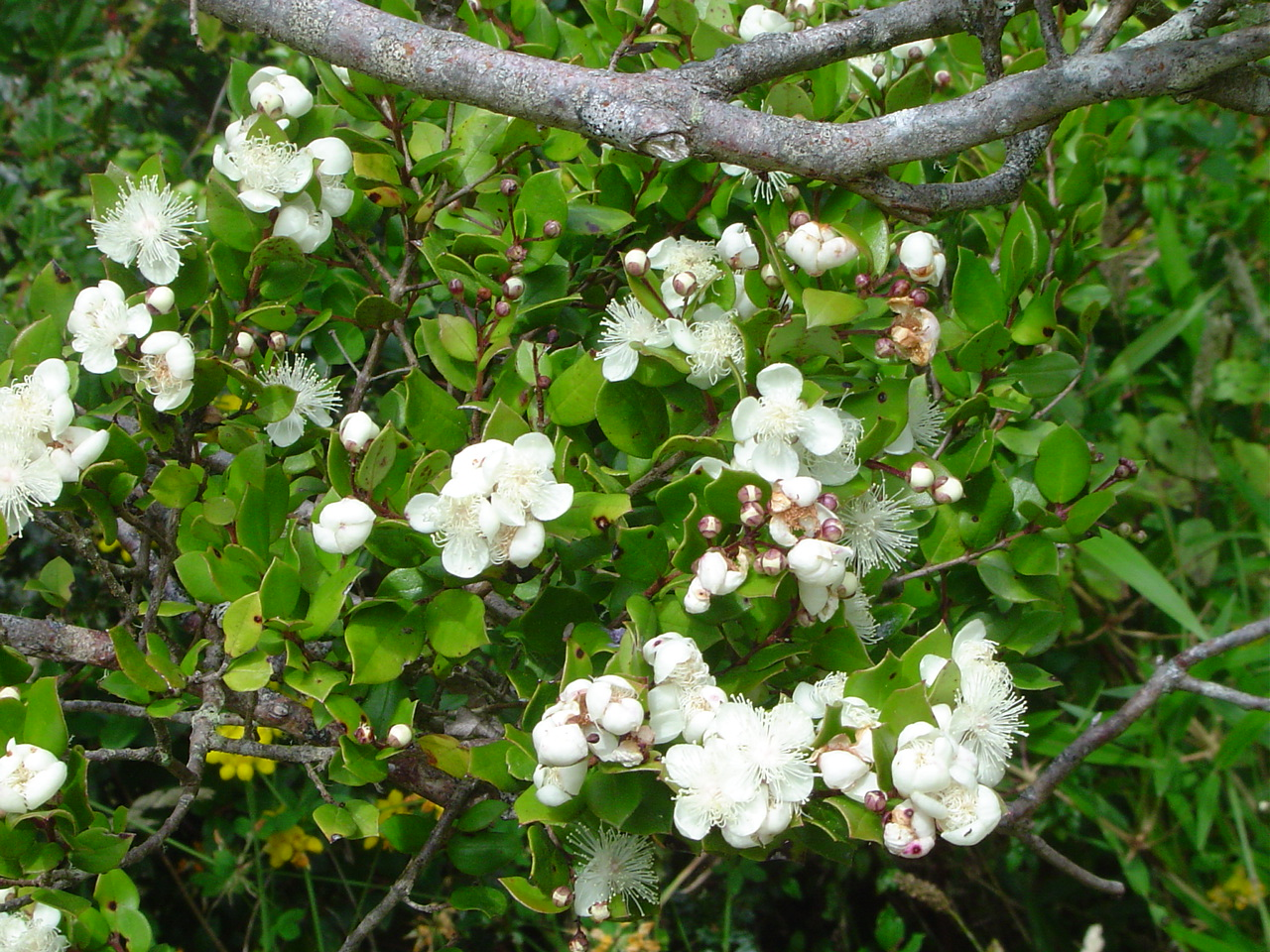
Fleurs d'arrayan

## Faune autochtone
La faune avicole est riche, et comprend aussi bien des espèces aquatiques, comme le cormoran impérial (Phalacrocorax atriceps), qui nidifie dans les îles voisines, et l'ouette des Andes (cauquén huallata) (Chloephaga melanoptera), que des espèces sylvestres comme le Tourco rougegorge (ou chucaos) (Scelorchilus rubecula), différentes espèces d'oiseaux charpentiers (pájaros carpinteros comme les espèces de campephilus ), et les rayaditos (Aphrastura spinicauda).
Près de l'eau on trouve aussi des huillín ou loutre du Chili (Lontra provocax), animaux fortement protégés, encore appelé lobito de río patagónico (petit loup de rivière de Patagonie). Les espèces de la forêt sont diffíciles à observer étant donné leur comportement farouche et fuyant. On trouve des monito de monte (ou Dromiciops gliroides) — qui n'est pas un primate, mais un petit marsupial —, le renard de Magellan (Pseudalopex culpaeus), le chat de Geoffroy (Oncifelis geoffroyii) localement appelé gato montés et le plus petit des cervidés connus, le pudu puda.

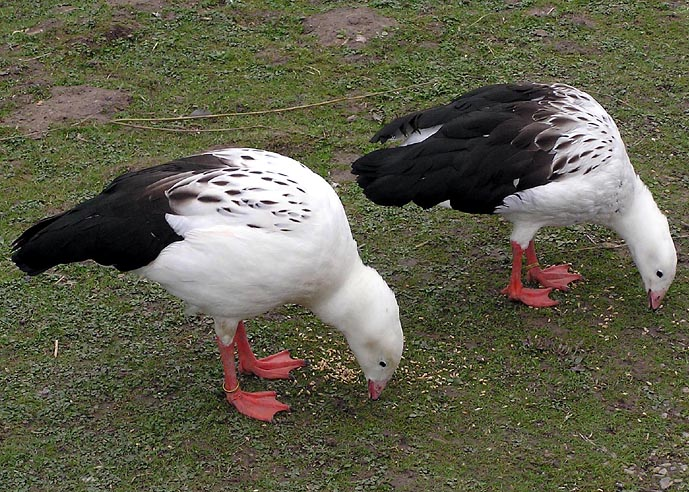
Ouettes des Andes (Chloephaga melanoptera)
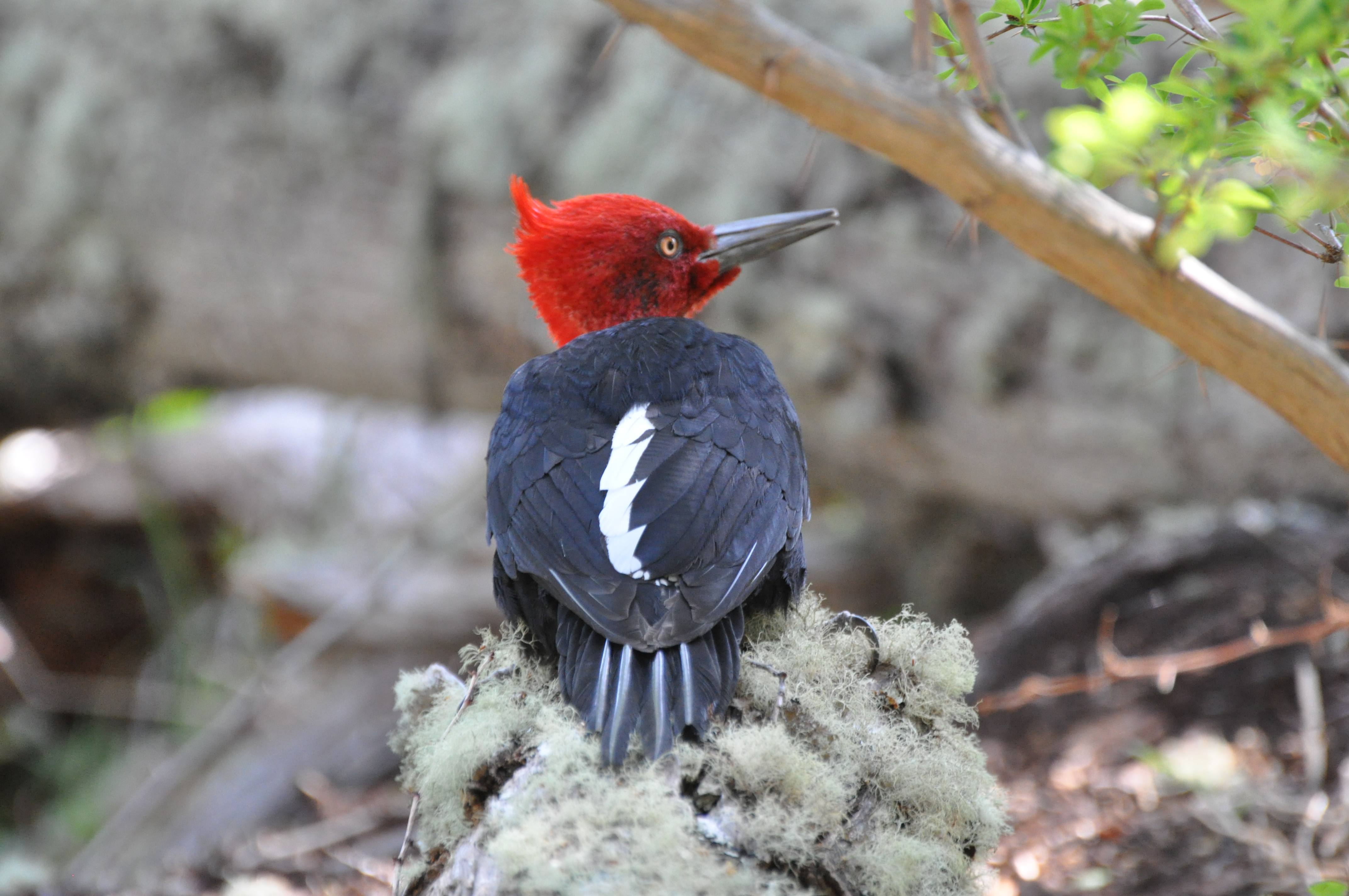
Campephilus magellanicus, très bel oiseau charpentier
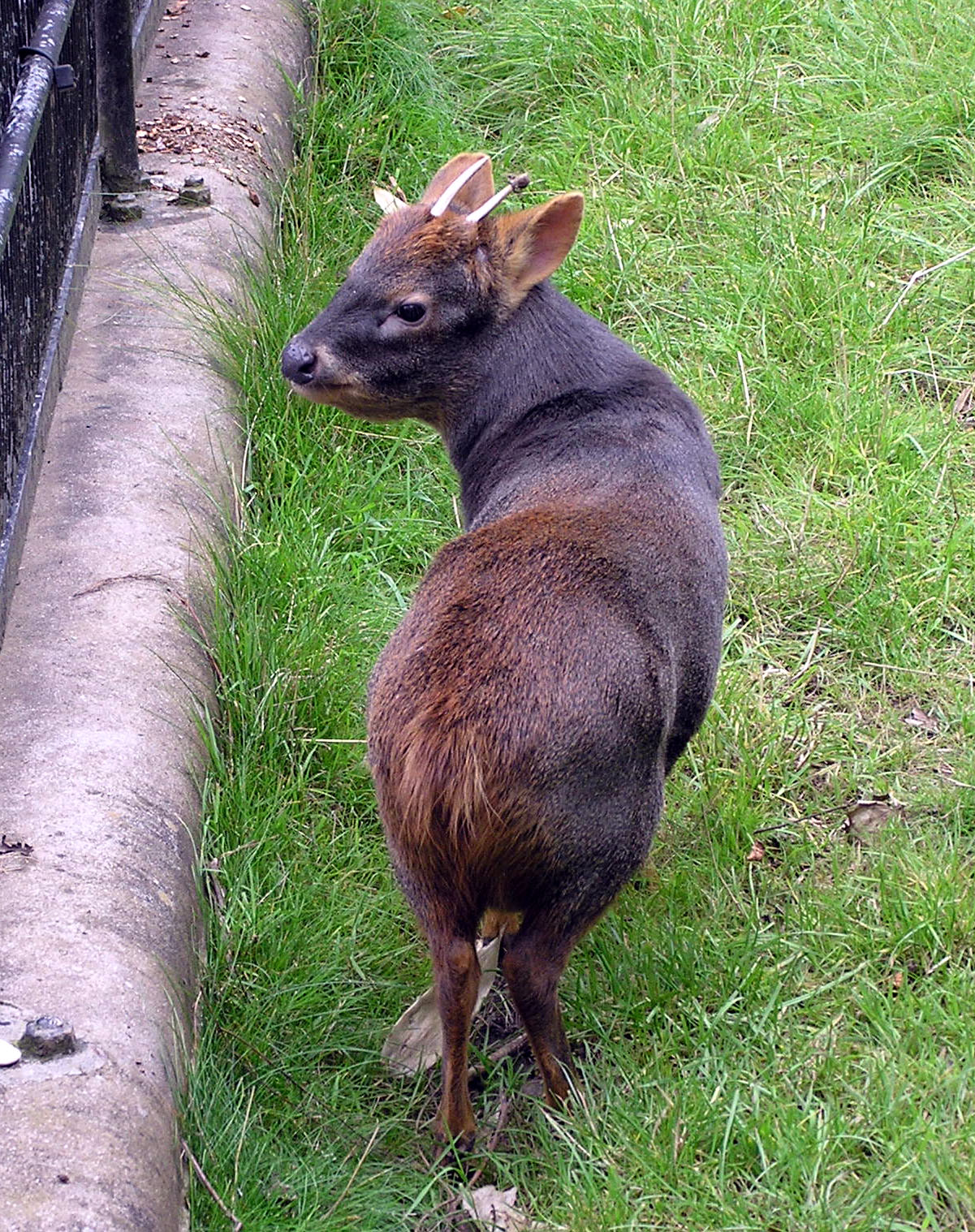
Un pudu puda, le plus petit cervidé existant

## Problèmes de conservation
Outre la concurrence que représente pour les espèces autochtones l'introduction d'espèces exotiques importées d'Europe, et spécialement le sanglier et le lièvre européen, ainsi que du bétail bovin, le tourisme a été et est la cause de graves dégâts pour la végétation, spécialement pour les arrayans. Étant donné leur lente croissance, les exemplaires juvéniles étaient détruits par inadvertance par les visiteurs. En outre la destruction de la végétation superficielle a provoqué l'exposition des racines des exemplaires plus âgés, les préjudiciant de manière irrémédiable dans certains cas.
Aujourd'hui, un sentier couvert de 14 kilomètres de long délimite l'espace de la forêt qui peut être visité, et une large superficie du parc a été constituée en « réserve naturelle stricte », au sein de laquelle toute visite est prohibée.

## Tourisme

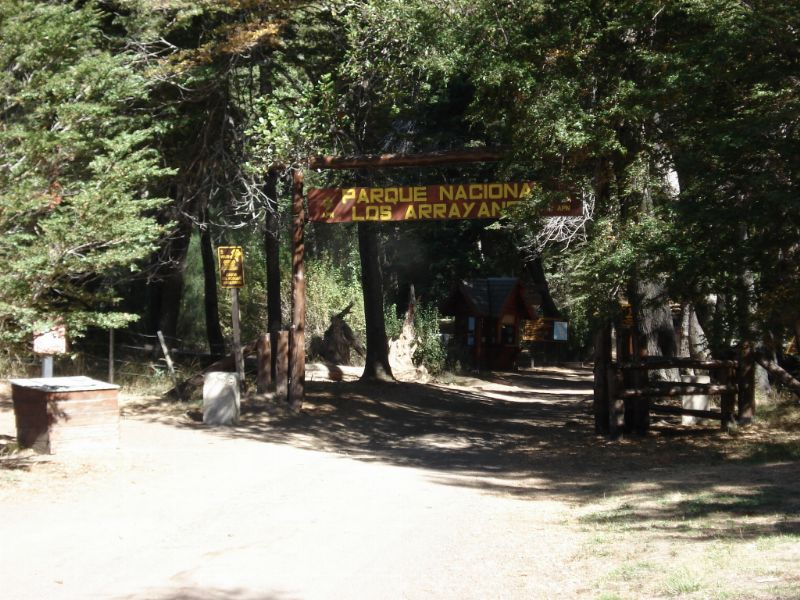
Entrée du parc

L'accès au parc peut s'effectuer aussi bien par voie lacustre, grâce au service de catamarans qui part de la ville voisine de San Carlos de Bariloche et effectue aussi des visites dans l'Isla Victoria (Île Victoria), que par voie terrestre, depuis la localité de Villa La Angostura. Le sentier piétonnier qui parcourt la section la plus intéressante de l'aire ouverte au public commence dans cette localité, et s'étend sur quasi 14 kilomètres.
Il n'y a pas à proprement parler de centre d'interprétation dans le parc lui-même, mais la zone de la forêt d'arrayans est balisée de tableaux informatifs afin d'expliquer les étapes de la croissance de cette espèce.
Le camping n'est pas autorisé.

### Sources
- (es) Cet article est partiellement ou en totalité issu de l’article de Wikipédia en espagnol intitulé « Parque nacional Los Arrayanes » (voir la liste des auteurs).